# الانتخابات الفيدرالية لألمانيا الغربية 1965
تم إقامة الانتخابات الفدرالية في ألمانيا الغربية في 19 سبتمبر 1965 وذلك لانتخاب أعضاء البوندستاغ الخامس. حافظ ائتلاف CDU/CSU على كونه الكتلة الأكبر في البرلمان، في حين ظل الحزب الديمقراطي الاجتماعي أكبر حزب منفرد في البوندستاغ.